# Lucjusz Skryboniusz Libon (pretor 204 p.n.e.)
Lucius Scribonius Libo – rzymski trybun ludowy i pretor z okresu drugiej wojny punickiej.
Lucjusz Skryboniusz Libon był trybunem ludowym w 216 p.n.e. w czasie drugiej wojny punickiej. Gdy pojawiła się kwestia dotycząca wykupu jeńców rzymskich po klęsce pod Kannami, skierował sprawę do senatu, lecz senat nie zdecydował się na wykup. Jako jeden z trzech mężczyzn został wyznaczony na członka komisji do spraw finansowych (triumviri mensarii), która została utworzona przez lex Minucia na wniosek trybuna ludowego Marka Minucjusza, prawdopodobnie mającej do czynienia z niedoborami srebra, gdyż zabrakło w Rzymie pieniędzy w obiegu. W 204 p.n.e. został pretorem jako  pretor do spraw z obcymi (praetor peregrinus) i wysłano go do Galii Przedalpejskiej.

## Źródła
- Liwiusz: Dzieje Rzymu od założenia miasta. Księgi XXI-XXVII. Przełożył Mieczysław Brożek. Wrocław: Ossolineum i Wydawnictwo PAN, 1974. Brak numerów stron w książce
- Liwiusz: Dzieje Rzymu od założenia miasta. Księgi XXVIII-XXXIV. Przełożył Mieczysław Brożek. Wrocław: Ossolineum i Wydawnictwo PAN, 1976. Brak numerów stron w książce